# Alexander Olsen
Alexander Olsen (Bergen, 5 marzo 1899 – Bergen, 4 giugno 1975) è stato un calciatore norvegese, di ruolo centrocampista.

## Carriera

### Club
Olsen giocò per il Brann dal 1918 al 1932, con cui vinse due edizioni della Norgesmesterskapet. Giocò poi per il Gjøa.

### Nazionale
Conta 37 presenze per la Norvegia. Esordì il 31 agosto 1919, nel pareggio per 1-1 contro l'Paesi Bassi. Il 7 giugno 1925 segnò l'unica rete, nella vittoria per 1-0 sulla Finlandia.

## Palmarès

### Club

#### Competizioni nazionali
- Coppa di Norvegia: 2

Brann: 1923, 1925